# آلان لي ديفيس
آلان لي ديفيس (بالإنجليزية: Allen Lee Davis)‏ (20 يوليو 1944) هو قاتل جماعي أمريكي تم إعدامه في 8 يوليو 1999 بتهمة قتل نانسي ويلر، التي كانت حاملاً في شهرها الثالث، في جاكسونفيل، فلوريدا.

## تفاصيل الجريمة
وفقاً للتقارير، تعرضت نانسي وايلر «للضرب لدرجة لم يمكن التعرف عليها تقريباً» من قبل ديفيس باستعمال مسدس 357 ماغنوم، وأصيبت أكثر من 25 مرة في الوجه والرأس. كما أدين بقتل ابنتي نانسي وايلر، كريستينا، 10 سنوات، التي أصيبت بالرصاص مرتين في الوجه، وكاثرين، 5 سنوات، التي أطلق عليها النار أثناء محاولتها الفرار ثم ضرب جمجمتها بالسلاح.
كان ديفيس ضمن إفراج مشروط بجريمة السطو المسلح حينها. 

## روابط خارجية
- العاصمة. State.fl.us تفاصيل الإفراج عن السجين - نزيل 040174. إدارة فلوريدا للإصلاحات . تم استرجاعه في 2008-05-29.
- العاصمة. State.fl.us ، 3 أغسطس 1999 أمر بالدستور الدستوري للكرسي الكهربائي. إدارة فلوريدا للإصلاحات (1999-08-03). تم استرجاعه في 2008-05-29.